# Подольное (Усть-Кубинский район)
Подольное — деревня в Усть-Кубинском районе Вологодской области.
Входит в состав Никольского сельского поселения, с точки зрения административно-территориального деления — в Никольский сельсовет.
Расстояние по автодороге до районного центра Устья — 38 км, до центра муниципального образования Никольского — 5 км. Ближайшие населённые пункты — Бор, Родионово, Шабарово.
По данным переписи в 2002 году постоянного населения не было.